# Siep van den Berg

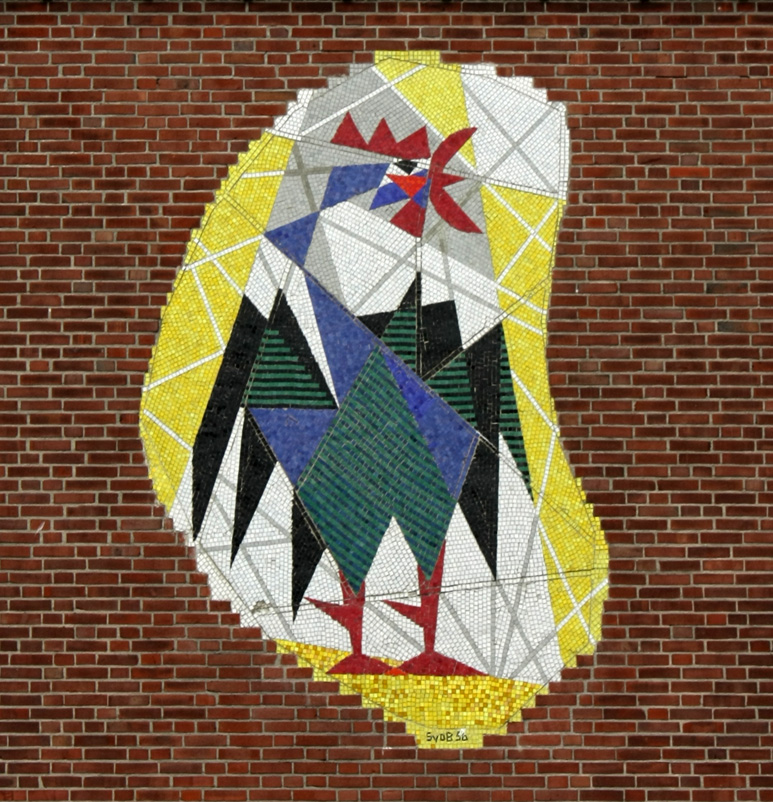
Zonder titel (1956)

Sijbren Ridsert (Siep) van den Berg (Tirns, 14 januari 1913 – Amsterdam, 27 oktober 1998) was een Nederlands kunstschilder en beeldhouwer.

## Leven en werk
Van den Berg bezocht als zoon van een smid de ambachtsschool. Hij werd huisschilder, maar maakte ook schilderijen. In 1930 bezocht hij de Friese schilder Jacob Ydema om over zijn ambities te praten; bij die gelegenheid maakte Ydema een aantal schetsen van hem. Van 1930 tot 1933 volgde hij de avondopleiding Tekenen en Schilderen aan Academie Minerva in de stad Groningen. Hij had er les van onder anderen Jan Altink. Toen leerde hij ook al de Friese schilder Gerrit Benner kennen. Na deze opleiding zette hij met Oscar Gubitz een reclamebureau op. In 1937 ontdekte Hendrik Werkman zijn schilderwerk en stimuleerde hem daarmee verder te gaan.
Vanaf 1939 huurde Van den Berg de theekoepel in het Sterrebos in Groningen als atelier en legde hij zich volledig toe op het kunstenaarschap. In 1943 trouwde hij met Fie, de dochter van Hendrik Werkman. Hij bezocht na de Tweede Wereldoorlog een aantal keren Parijs en volgde daar lessen aan de Académie de la Grande Chaumière. Van den Berg scheidde van zijn vrouw en verhuisde in 1954 naar Amsterdam, waar hij een atelier had aan de Brouwersgracht. De theekoepel in Groningen hield hij aan. Aanvankelijk maakte Van den Berg vrije schilderijen, maar zijn stijl ontwikkelde zich van het naturalisme via het impressionisme en het kubisme naar het constructivisme.
Van den Berg leed aan het syndroom van Guillain-Barré, waardoor hij vanaf 1966 ongeveer tien jaar uit de roulatie was. Later hervatte hij zijn werk, dat nog abstracter was dan daarvoor.
Naast schilderijen maakte Van den Berg ook diverse sculpturen; als beeldhouwer was hij autodidact. In 1983 schonk hij aan zijn geboortedorp Tirns het beeld Libbensline (Levenslijn), dat op 13 oktober van dat jaar werd onthuld door Commissaris der Koningin Hans Wiegel. De Humanistische Omroep maakte in 1986 een documentaire, waarin Van den Berg over zijn leven en werk vertelde.

## Werk in de openbare ruimte (selectie)
- Mozaïek zonder titel (haan, 1956), voorheen bij de voormalige Veeartsenijkundige Dienst aan de Zaagmuldersweg, nu aan de Kraanvogelstraat in Groningen
- Lijnenspel (1963-1964), Stadskanaal
- Sculptuur Bloedsomloop (1965), bij het ziekenhuis aan de Van Swietenlaan, Groningen
- Wandsculptuur (1972) voor Lijnco, Groningen
- Vrijstaande sculptuur (1972) aan de Orionlaan, Groningen
- Monument 'beeld van de bevrijde vogel' (1980) aan het Sierplein, Amsterdam
- Top en Twel (1982), Oppenhuizen
- Sculptuur Libbensline (1983), Tirns

## Afbeeldingen

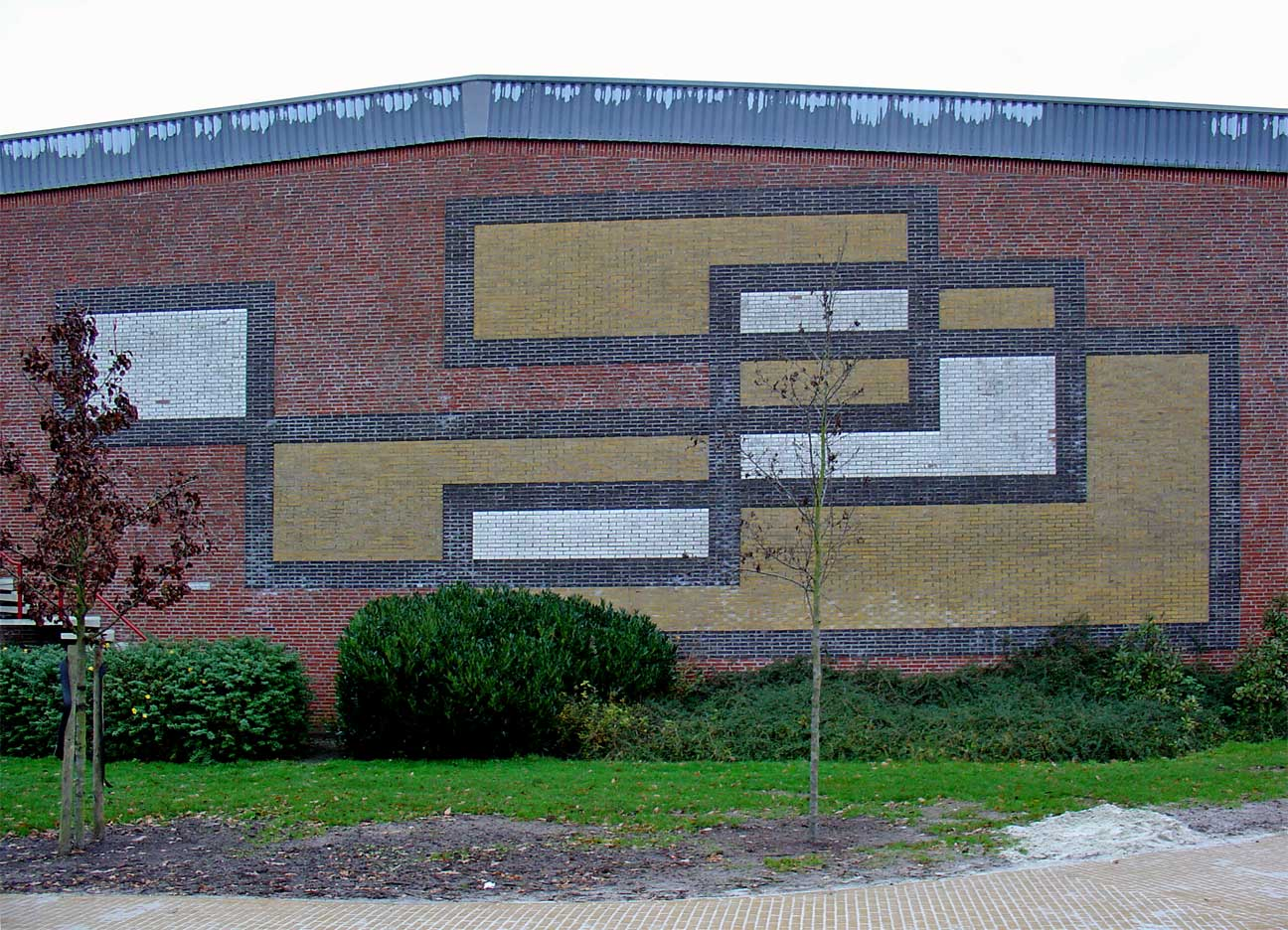
Lijnenspel (1963-1964), Stadskanaal
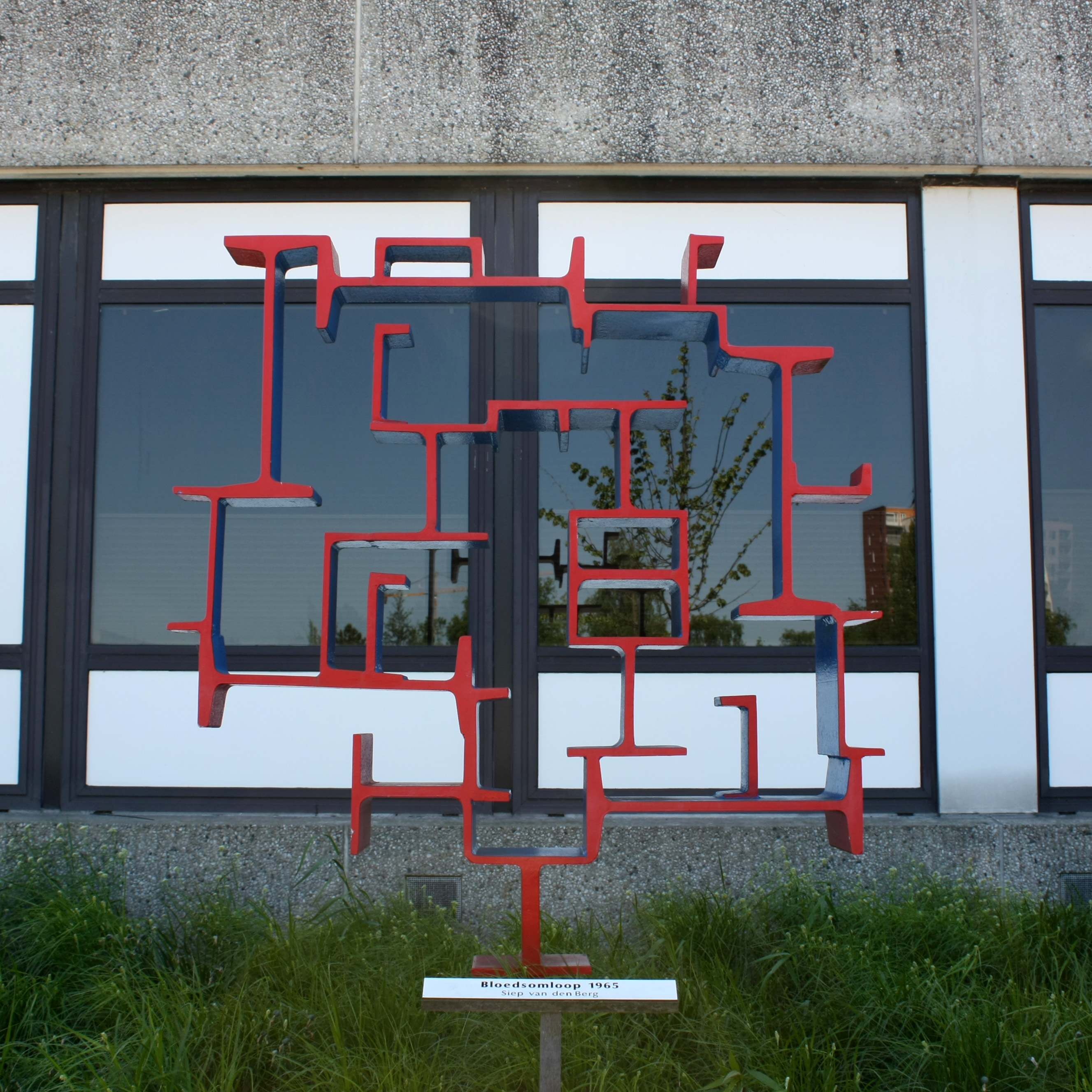
Bloedsomloop (1965), Groningen
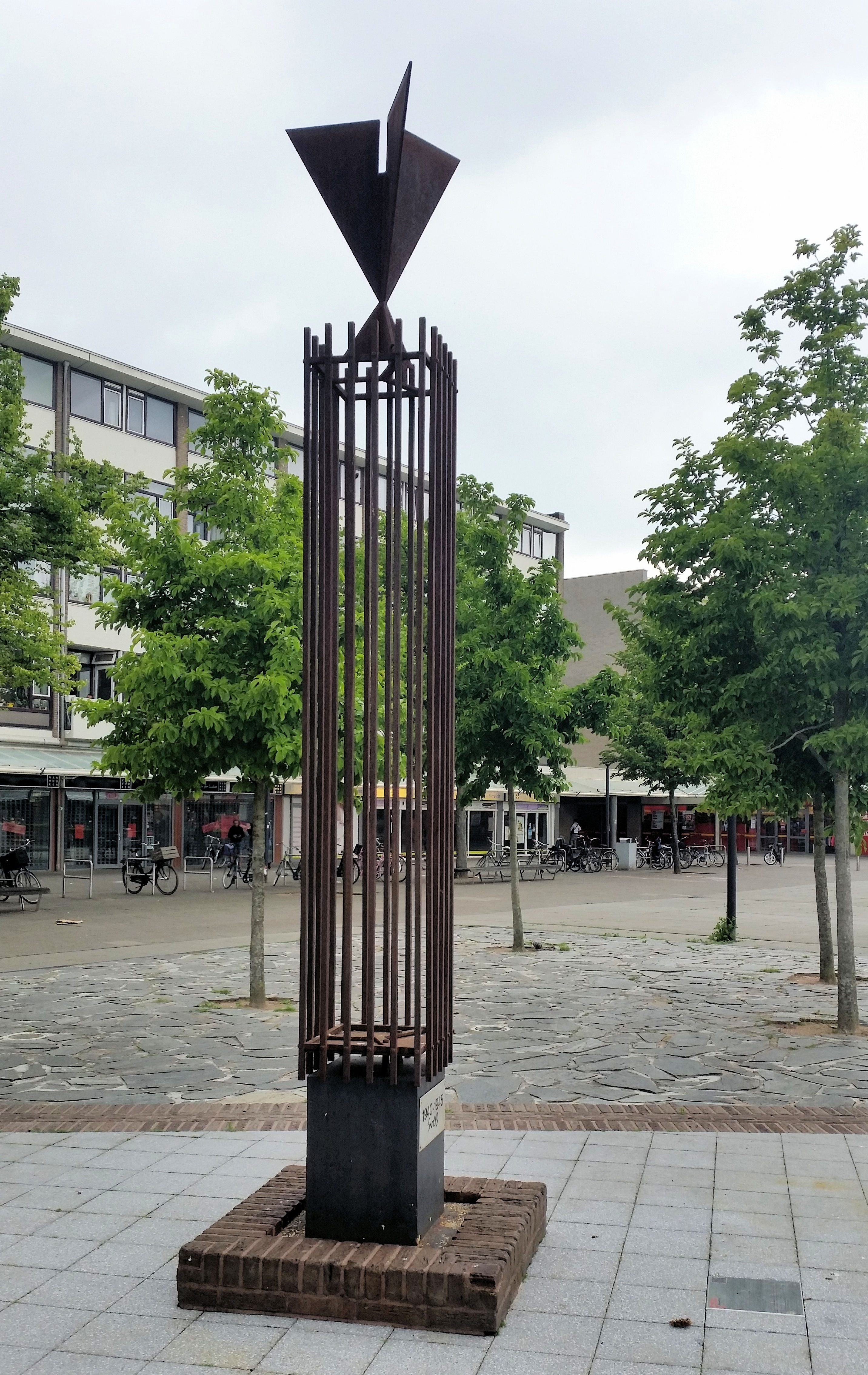
Bevrijde vogel (1980), Amsterdam

## Biografie
- Simon Deinum, Dichter bij Siep. Leeuwarden: Uitgeverij Wijdemeer, 2014. 384 p.

- Biografisch Portaal: 80493899
- Digitale Bibliotheek voor de Nederlandse Letteren: berg511
- Gemeinsame Normdatei: 142239690
- International Standard Name Identifier: 0000 0000 5240 2045
- Library of Congress Control Number: nr99028695
- Nederlandse Thesaurus van Auteursnamen: 071871012
- RKD-Nederlands Instituut voor Kunstgeschiedenis: 7008
- Union List of Artist Names: 500338361
- Virtual International Authority File: 14691446
- WorldCat: E39PBJgMDhrxfycwYtKktcdvpP